# Otoglossum
Otoglossum es el género con trece especies de orquídeas originario del centro y sur de América tropical. 

## Descripción
Son especies con pseudobulbos ovoides espaciados a lo largo de un rizoma reptante o ascendente, con hojas gruesas y curtidas. La inflorescencia es axilar, racemosa, erecta, con muchas flores bastante grandes.
Los pétalos y sépalos tienen un tamaño y forma similar, con los márgenes muy rizados, ovalados, grandes, algo cóncavos. El labio se inserta en la base de la columna. La columna es corta, a veces con callos dorsales.

## Evolución, filogenia y taxonomía
El género fue propuesto por Garay & Dunsterville en 1976 en Venezuelan Orchids Illustrated 6: 41, para elevar el género desde subgénero Otoglossum de Odontoglossum, propuesto originalmente por Schlechter en el año 1924. La especie tipo es Otoglossum hoppii (Schltr.) Garay & Dunsterville, descrito previamente por Schlechter como Odontoglossum hoppii. 

### Etimología
El nombre del género proviene del griego oto, oídos, y glossum, lengua, refiriéndose a las alas auriculada labio su flores.

## EspeciesOtoglossum
- Otoglossum arminii (Rchb.f.) Garay & Dunst., Venez. Orchids Ill. 6: 41 (1976)
- Otoglossum axinopterum (Rchb.f.) Garay & Dunst., Venez. Orchids Ill. 6: 41 (1976)
- Otoglossum brachypterum (Rchb.f.) Garay & Dunst., Venez. Orchids Ill. 5: 41 (1976)
- Otoglossum brevifolium (Lindl.) Garay & Dunst., Venez. Orchids Ill. 6: 41 (1976)
- Otoglossum chiriquense (Rchb.f.) Garay & Dunst., Venez. Orchids Ill. 6: 41 (1976)
- Otoglossum globuliferum (Kunth) N.H.Williams & M.W.Chase, Lindleyana 16: 138 (2001)
- Otoglossum harlingii (Stacy) N.H.Williams & M.W.Chase, Lindleyana 16: 138 (2001)
- Otoglossum hoppii (Schltr.) Garay & Dunst., Venez. Orchids Ill. 6: 42 (1976)
- Otoglossum palaciosii (Dodson) M.W.Chase & N.H.Williams, Lindleyana 16: 219 (2001)
- Otoglossum sancti-pauli (Kraenzl.) N.H.Williams & M.W.Chase, Lindleyana 16: 138 (2001)
- Otoglossum scansor (Rchb.f.) Carnevali & I.Ramírez in J.A.Steyermark & al. (eds.), Fl. Venezuelan Guayana 7: 488 (2003)
- Otoglossum serpens (Lindl.) N.H.Williams & M.W.Chase, Lindleyana 16: 138 (2001)
- Otoglossum weberbauerianum (Kraenzl.) Garay & Dunst., Venez. Orchids Ill. 6: 42 (1976)